# Süsimäe nasu
Süsimäe nasu ist eine unbewohnte Insel, 240 Meter von der größten estnischen Insel Saaremaa entfernt. Die Insel liegt in der Landgemeinde Saaremaa im Kreis Saare. Sie liegt in der Bucht Udriku laht im Kahtla-Kübassaare hoiuala.
Süsimäe nasu ist 100 Meter lang und 100 Meter breit.